# Темта
Темта́ — река в Нижегородской области России, протекает по территории Шахунского и Уренского районов. Устье реки находится в 121 км по правому берегу реки Усты. Длина реки составляет 43 км, площадь водосборного бассейна — 433 км².
Исток находится у деревни Фадеево в 33 км к северо-западу от Шахуньи. Течёт на юго-запад и юг, на реке стоит большое число деревень и сёл, крупнейшие из которых Большое Горево, Буренино и Темта. В селе Большое Горево в месте впадения реки Тулажка на Темте плотина и запруда. Впадает в Усту чуть выше города Урень.

## Данные водного реестра
По данным государственного водного реестра России относится к Верхневолжскому бассейновому округу, водохозяйственный участок реки — Ветлуга от города Ветлуга и до устья, речной подбассейн реки — Волга от впадения Оки до Куйбышевского водохранилища (без бассейна Суры). Речной бассейн реки — (Верхняя) Волга до Куйбышевского водохранилища (без бассейна Оки).
Код объекта в государственном водном реестре — 08010400212110000043304.

### Притоки
(указано расстояние от устья)
- 4,5 км: река Приказчица (пр)
- 16 км: река Тулажка (пр)
- 20 км: река Козляна (пр)